# Il Saggiatore

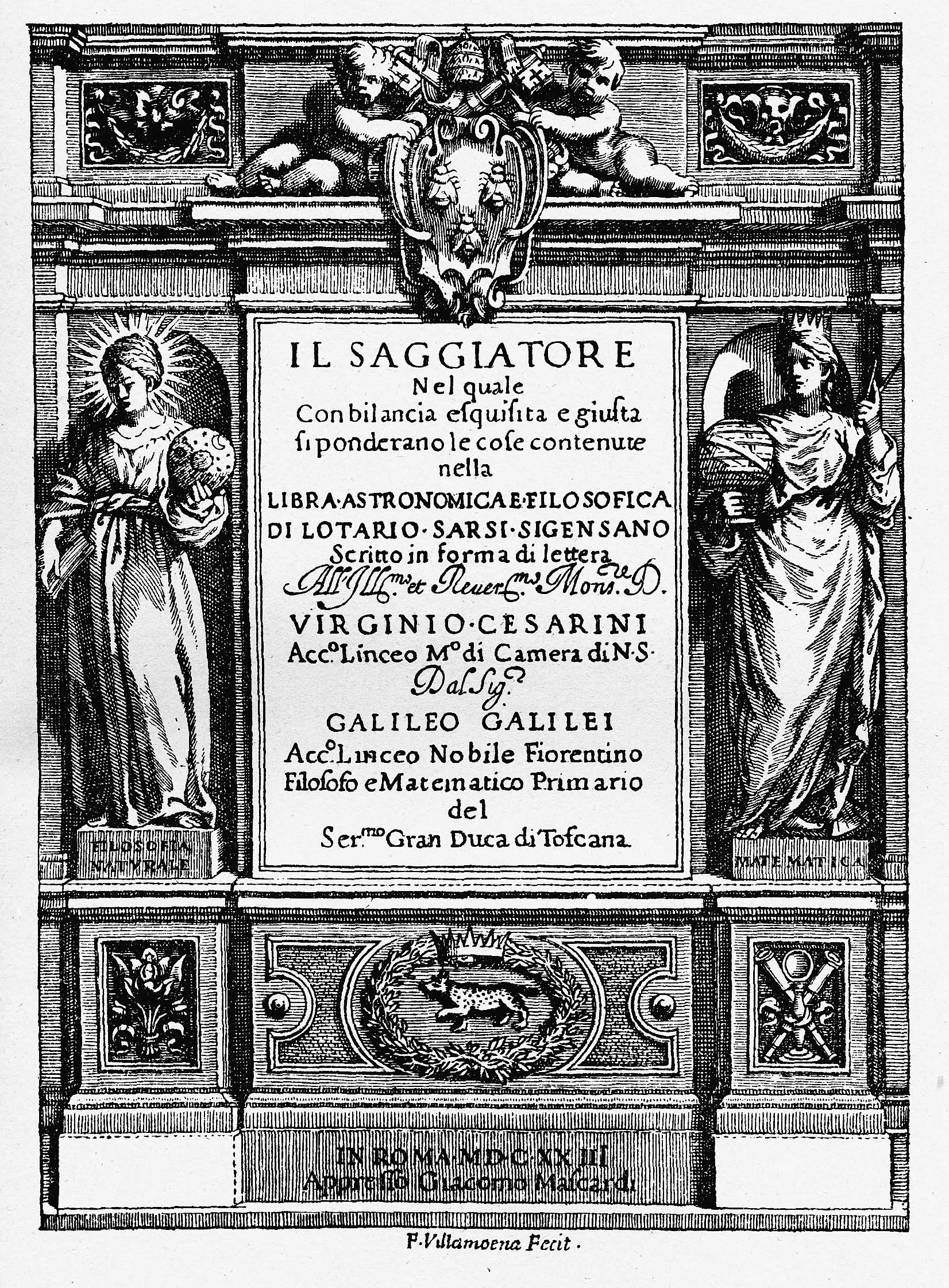
Frontispício de Franceso Villamenapara O Ensaiador

Il Saggiatore (em italiano) ou O Ensaiador foi um livro publicado em Roma por Galileu Galilei, em outubro de 1623.
O livro era uma polêmica contra o tratado sobre os cometas de 1618, feito pelo padre Orazio Grassi, um matemático jesuíta no Collegio Romano. Sobre este assunto Grassi, apesar de todo seu Aristotelismo, estava certo e Galileu errado. Galileu incorretamente tratava os cometas como uma miragem em vez de um objeto real.

## Grassi nos cometas
O contexto do ensaio era responder ao tratado Libra astronomica ac philosophica de 1619, de Orazio Grassi, um matemático jesuíta do Collegio Romano, que usava o pseudônimo de Lotário Sarsi Sigensano. O debate entre Galileu e Grassi começou em 1618, quando este publicou Disputatio astronomica de tribus cometis anni MDCXVIII, em que afirmava que os cometas são corpos celestes. Grassi adotou o sistema Tychônico de Tycho Brahe, no qual os demais planetas do Sistema Solar orbitam ao redor do Sol, que, por sua vez, orbita ao redor da Terra. Em sua Disputatio, Grassi referiu muitas das observações de Galileu, como a superfície da Lua e as fases de Vênus, sem mencioná-lo. Grassi argumentou, a partir da aparente ausência de paralaxe observável, que os cometas se movem além da lua. Galileu nunca afirmou explicitamente que os cometas são uma ilusão, mas apenas se perguntou se eles são reais ou uma ilusão de ótica.

## Ciências, matemática e filosofia
Em 1616 Galileu foi silenciado sobre o Copernicanismo. Em 1623 seu apoiador e amigo, Cardeal Maffeo Barberini, um antigo patrono do Linceu e tio do Cardeal Franceso Barberini, se tornou o Papa Urbano VIII. A eleição de Barberini pareceu garantir a Galileu o apoio no mais alto nível da Igreja. Uma visita a Roma confirmou isto.
A página com o título do O Ensaiador mostra o brasão da família Barberini, com três abelhas obreiras. Em O Ensaiador, Galileu examina as idéias de astronomia de um jesuíta, Orazio Grassi, e as acha fracas. O livro foi dedicado ao novo papa. A página título também mostra que Urbano VIII empregou um membro do Linceu, Cesarini, como alto funcionário papal. O livro foi editado e publicado por membros do Linceu.
Novamente Galileu insiste que a física deve ser expressa de forma matemática. De acordo com a página título, ele era o filósofo ou físico do Grão Duque de Toscana, não apenas o matemático. A física ou filosofia natural envolve uma gama que vai dos processos de geração e crescimento (representados por uma planta) à estrutura física do universo, representada pela seção do cosmos. A matemática, por outro lado, é simbolizada por telescópios e um astrolábio. Este é o livro que contém a frase mais famosa de Galileu de que a matemática é a linguagem de Deus. Somente através da matemática se pode chegar à verdade na física. Os que negligenciam a matemática ficam perdidos em um labirinto escuro. No livroː
| “ | A filosofia [i.e., a física] encontra-se escrita neste grande livro que continuamente se abre perante nossos olhos (isto é, o universo), que não se pode compreender antes de entender a língua e conhecer os caracteres com os quais está escrito. Ele está escrito em língua matemática, os caracteres são triângulos, circunferências e outras figuras geométricas, sem cujos meios é impossível entender humanamente as palavras; sem eles nós vagamos perdidos dentro de um obscuro labirinto. | ” |

Apesar de O Ensaiador conter uma magnífica polêmica a favor da física matemática, ironicamente seu ponto principal foi para ridicularizar um astrônomo matemático. Desta vez, o alvo da ironia e sarcasmo de Galileu era a teoria cometária de um jesuíta, Orazio Grassi, que alegava a partir da paralaxe que os cometas se moviam além da Lua. Galileu equivocadamente tinha os cometas como uma ilusão de óptica.
O tom polêmico de Galileu selou a oposição da ordem dos Jesuítas a ele. Entretanto, o livro foi lido com prazer à mesa de Urbano VIII, que escreveu um poema elogiando a performance retórica de Galileu. Um oficial, Giovanni di Guevara, disse que The Assayer estava livre de qualquer heterodoxia.
Também no livro, Galileu teoriza que sentidos como olfato e paladar são possibilitados pela liberação de minúsculas partículas de suas substâncias hospedeiras, o que estava correto, mas só foi comprovado mais tarde.

## Outras fontes
- Galileo Galilei, Il Saggiatore (em italiano) (Roma, 1623); The Assayer, tradução ao inglês Stillman Drake and C. D. O'Malley, em The Controversy on the Comets of 1618 (University of Pennsylvania Press, 1960).
- Pietro Redondi, Galileo eretico, 1983); Galileo: Heretic (trad.: Raymond Rosenthal) Princeton University Press 1987 (reprint 1989 ISBN 0-691-02426-X); Penguin 1988 (reprint 1990 ISBN 0-14-012541-8)